# Kawasaki Superbike Challenge
Kawasaki Superbike Challenge (conocido en Europa como Kawasaki Superbikes) es un carreras videojuego multiplataforma donde el jugador toma el papel de un piloto de Kawasaki de fábrica en una serie de carreras ficticia sin nombre.

## Jugabilidad
Kawasaki Superbike Challenge es un juego de carreras de motos que utiliza el mismo motor que el juego de Sega Genesis F1. Incluye 14 pistas de carreras de longitud estándar, además de la carrera de resistencia Suzuka 8 Hours, disponible tanto en modo entrenamiento como campeonato. El juego no tiene licencia (excepto Kawasaki), por lo que todos los pilotos y equipos son ficticios.
El juego tiene más objetos poligonales al borde de la carretera que "F1", y todavía hay un modo Turbo, que permite carreras más rápidas a expensas de algunos detalles. Los jugadores tienen la posibilidad de activar o desactivar el clima (durante los días de lluvia, los gráficos son más oscuros y la bicicleta tiene menos tracción). El número de vueltas en cada recorrido puede ser 5, 10 o 15, y hay cuatro niveles de habilidad. Se han realizado algunos cambios en el manejo del vehículo, para enfatizar el cambio de automóviles a bicicletas.

## Recepción
Al revisar la versión Génesis, GamePro elogió las numerosas opciones, los controles sensibles, las pistas complejas y el desafío equilibrado con "suficiente variedad para adaptarse a todos los niveles", pero criticó los paisajes sin detalles, los polígonos "en bloques", y falta de efectos visuales para acentuar la acción. Aprobaron más incondicionalmente la versión de Game Gear, aplaudieron los gráficos, el ritmo rápido, el modo para dos jugadores y, más particularmente, los numerosos modos y opciones de personalización, y concluyeron que "no hay nada mejor que esto para las carreras en dispositivos portátiles".
A critic for Next Generation panned the Super NES version, chiefly for the lack of any sense of speed. He further remarked that "Flat-shaded 'polygon' blocks dot the sides of the road, which only serves to confuse rather than decorate, the 'first-person' perspective rather effectively hides the road, and you could even describe the control as sluggish, except that sluggish isn't strong enough a word." He gave it one out of five stars.
Next Generation revisó la versión Génesis del juego, calificándola con dos estrellas de cinco, y afirmó que "con el tiempo, las carreras mundanas y redundantes y la falta de rasgos de carácter en los motociclistas hacen que este juego no sea interesante".